# Словенія
Слове́нія (словен. Slovenija), офіційна назва — Респу́бліка Слове́нія (словен. Republika Slovenija) — країна на півдні Центральної Європи, розташована на перехресті важливих культурних та торговельних шляхів. Межує з Італією на заході, Австрією на півночі, Угорщиною на північному сході, Хорватією на південному сході та омивається Адріатичним морем на південному заході. Займає територію площею 20 271 км² (38-ме місце в Європі) і має 2,116 млн населення. Будучи однією з держав-наступниць колишньої Югославії, нині Словенія — парламентська республіка та країна-член Євросоюзу, ООН і НАТО. Столиця і найбільше за населенням місто країни — Любляна.
Країна має переважно гірську місцевість з континентальним кліматом за винятком Словенського Примор'я з середземноморським кліматом і північного заходу з Альпійським кліматом. Крім того, на території частково розташовані Динарське нагір'я і Середньодунайська низовина. Країна характеризується значним біологічним різноманіттям і дуже багата на водні ресурси, маючи щільну річкову мережу, водоносну систему і значні карстові підземні водотоки. Більше половини території покриті лісами. Населення країни розсіяне і нерівномірне.
Історично нинішня територія Словенії була частиною різних держав, включаючи Римську імперію, Візантійську імперію, Каролінгську імперію і Священну Римську імперію, Габсбурзьку монархію, Венеційську республіку, Іллірійські провінції Наполеона І під французьким керівництвом, Австрійську імперію і пізніше Австро-Угорщину. У жовтні 1918 році словенці вперше реалізували своє право на самовизначення, ставши одними із засновників Держави Словенців, Хорватів і Сербів. У грудні 1918 року вони обʼєдналися з Королівством Сербія в Королівство Сербів, Хорватів і Словенців (перейменоване в 1929 році в Королівство Югославія).
Під час Другої світової війни (1939—1945) територія Словенії була окупована і анексована Німеччиною, Італією і Угорщиною, а невелика територія перейшла до Незалежної Держави Хорватії, нацистської маріонеткової держави. У 1945 році Словенія стала членом-засновником Федеративної Народної Республіки Югославії, перейменованої в 1963 році на Соціалістичну Федеративну Республіку Югославію. У перші роки після Другої світової війни держава відпочатку була союзником зі Східним блоком, але ніколи не підписувала Варшавський договір, і в 1961 році стала одним із засновників Руху неприєднання.
У червні 1991 року після введення багатопартійної представницької демократії Словенія стала першою республікою, що відділилася від Югославії й оголосила суверенітет і незалежність. Після цього в країну ввійшла Югославська Народна Армія і почалась Десятиденна війна, яка закінчилась підписанням Бріонської угоди за посередництва ЄС. 2004 року вступила до НАТО та ЄС, а 2007 року стала першим членом Єврозони з колишніх комуністичних країн. 2010 року приєдналася до Організації економічного співробітництва та розвитку — асоціації розвинених країн з високим доходом громадян.

## Етимологія
Назва Slovenija походить від етноніма «словени» — праслов'янської форми етноніма «слов'яни», тобто означає «земля словен». Етимологія етноніму «слов'яни», за оцінками ряду лінгвістів, нез'ясована.
Офіційною назвою держави в 1945—1946 роках було «Федеральна Словенія» (словен. Federalna Slovenija), в той час — одна з країн СФРЮ. 20 лютого 1946 року «Федеральна Словенія» була перейменована в «Народну Республіку Словенію» (словен. Ljudska republika Slovenija), яка, зі свого боку, 9 квітня 1963 року в «Соціалістичну Республіку Словенію» (словен. Socialistična republika Slovenija). 8 березня 1990 року Словенія видалила означення «Соціалістична» зі своєї назви, ставши «Республікою Словенія», а 25 червня 1991 року здобула незалежність.

## Географія

Топографічна карта Словенії

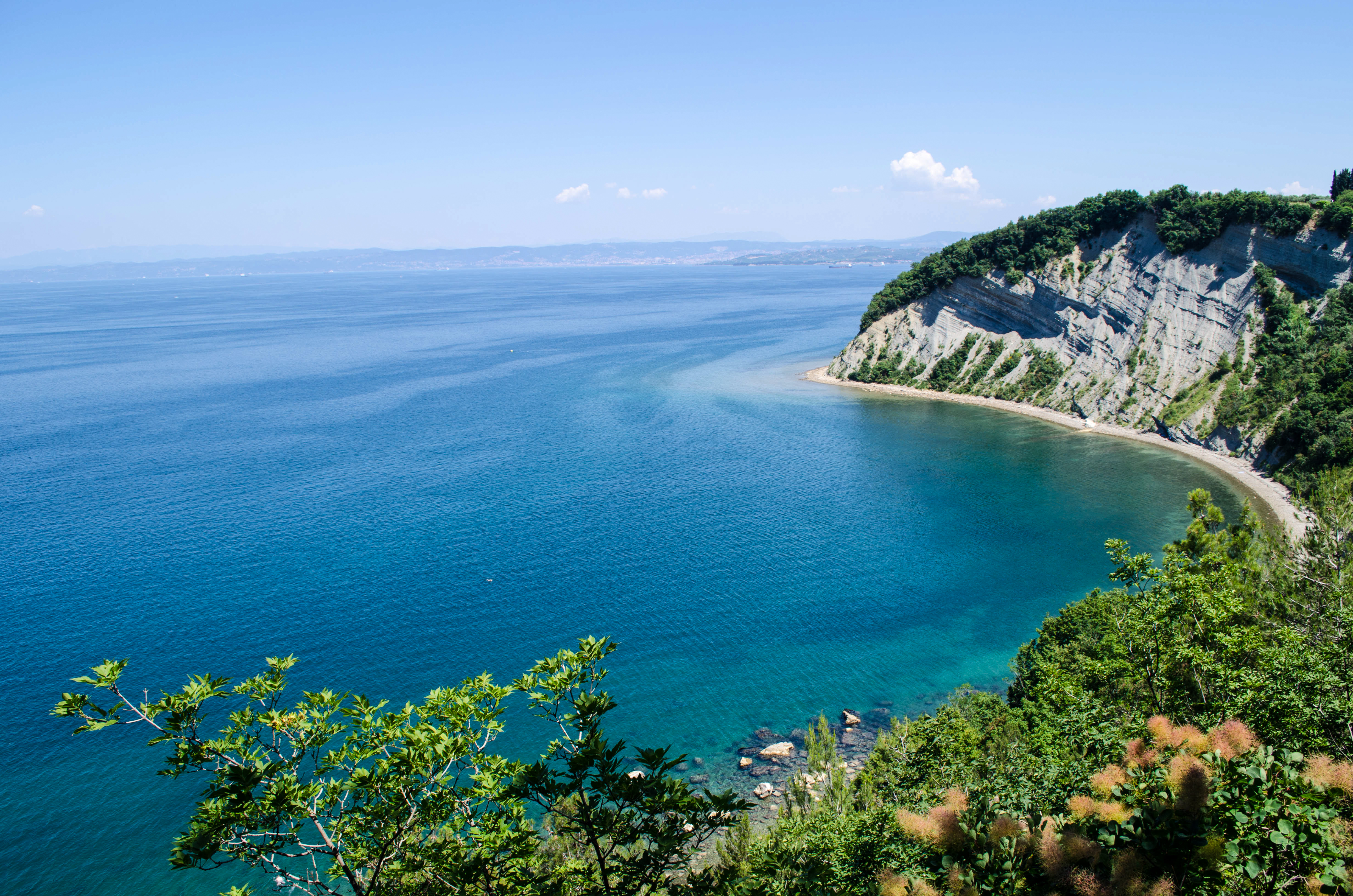
Словенське узбережжя з скелями

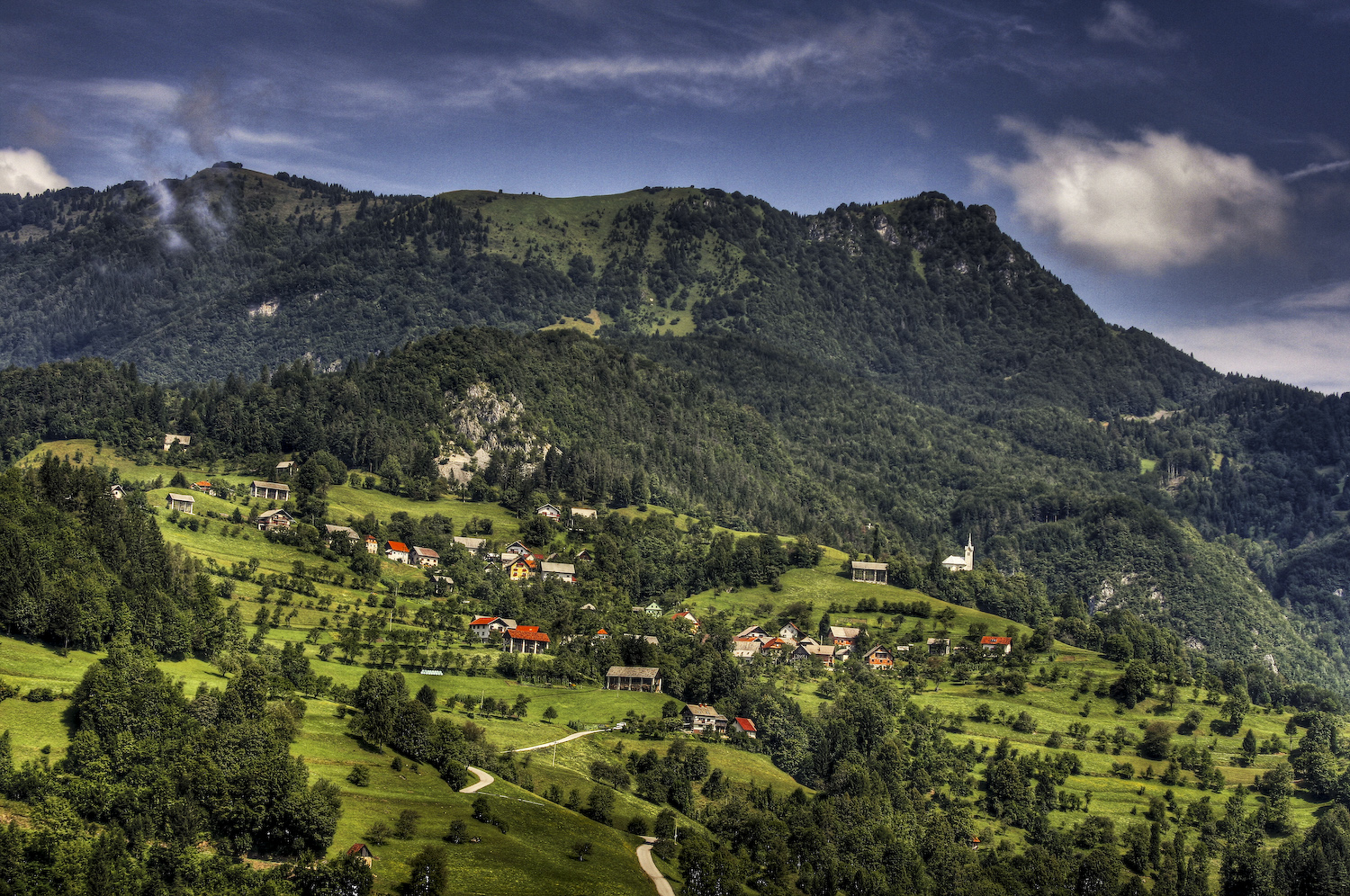
Альпійський пейзаж

Країна розташована між Альпами, Адріатичним морем і Панонською низовиною, межує з Італією, Австрією, Угорщиною та Хорватією. Словенія розташована між 45° та 47° північної широти, а також 13° та 17° східної довготи.
Словенія розташована в Альпійсько-Дунайському регіоні Центральної Європи. Виділяють чотири основні географічні регіони: на північному заході знаходяться Альпи (Юлійські, Кам'янсько-Савінський хребет, хребет Караванке, що займають 42 % території), на північному сході — Паннонська (Середньодунайська) низовина (28 %), на півдні — Динарське нагір'я (21 %), що включає карстове плато Карст, що дало назву рельєфу такого типу, на заході — Середземноморське узбережжя (Адріатичне море, 9 %).
Площа 20 273 км². Площа суші: 20 151 км². Площа водного простору: 122 км². Найвища точка — вершина гори Триглав (2864 м), найнижча — узбережжя Адріатичного моря — 0 м.
Клімат на більшій частині півночі помірно-континентальний, середня температура січня 0…–2 °C, липня +19…21 °C. Опадів 800—1200 мм, в горах місцями понад 3000 мм/рік.

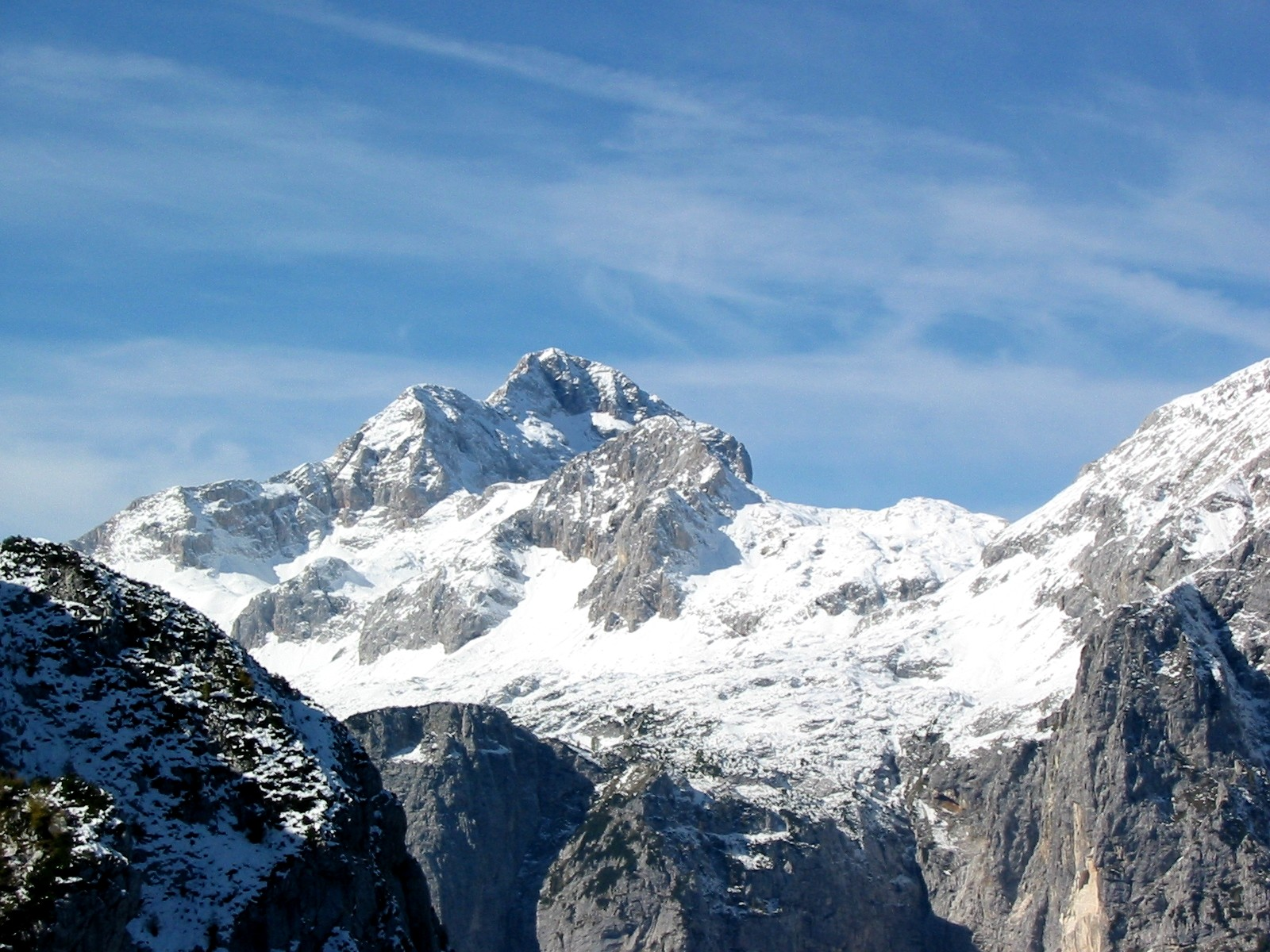
Гора Триглав

Більше половини території займають букові, дубові, хвойні ліси, в горах — альпійські луки, Примор'я — маквіс, на плато Карст — степова рослинність.

### Рельєф
Рельєф гористий. Словенії сягає східна арка Юлійських Альп, яка переходить у мальовничий куполоподібний масив лісів — Похор'є.
Найвища вершина країни — гора Триглав (2864 метри). Герб Словенії являє собою щит з вузькою червоною облямівкою в підставі і з боків, в блакитному полі якого двічі хвилясто вирізана срібна фігура, що є символічним зображенням гори й Адріатичного моря.

### Річки і водойми
Найбільші річки: Сава і Драва.

## Історія
На території Словенії відомо понад 600 різночасових городищ. З них понад 70 % (450) збудовано протягом ранньозалізної доби.
Слов'янські пращури сучасних словенців осіли на території країни в VI сторіччі від н. е. У VII сторіччі вони заснували Карантанію, яка була однією з перших слов'янських держав. У 745 році Карантанія в обмін на військову допомогу визнала протекторат з боку франків, зберігши при цьому формальну незалежність до свого розпаду в 1180 році. Вплив франків сприяв поширенню християнства серед словенців.
Близько 1000 року було написано Brižinski spomeniki, перший письмовий документ словенською мовою. У XIV сторіччі територія сучасної Словенії підпала під владу Габсбургів і згодом увійшла до складу Австро-Угорщини. Словенію було розділено на три провінції: Краньську, Горишку і Штаєрську.
Перенаправлення торгових шляхів і Тридцятилітня війна у XVII сторіччі спричинили економічний занепад Словенії, але у XVIII сторіччі господарський розвиток знов активізувався: промислове виробництво збільшилось.
У 1809—1813 роках велика частина Словенії входила до складу Іллірійських провінцій. У XIX сторіччі, особливо під час Революції 1848—1849 рр., у Словенії розпочинається національний рух (центр — Крайна).

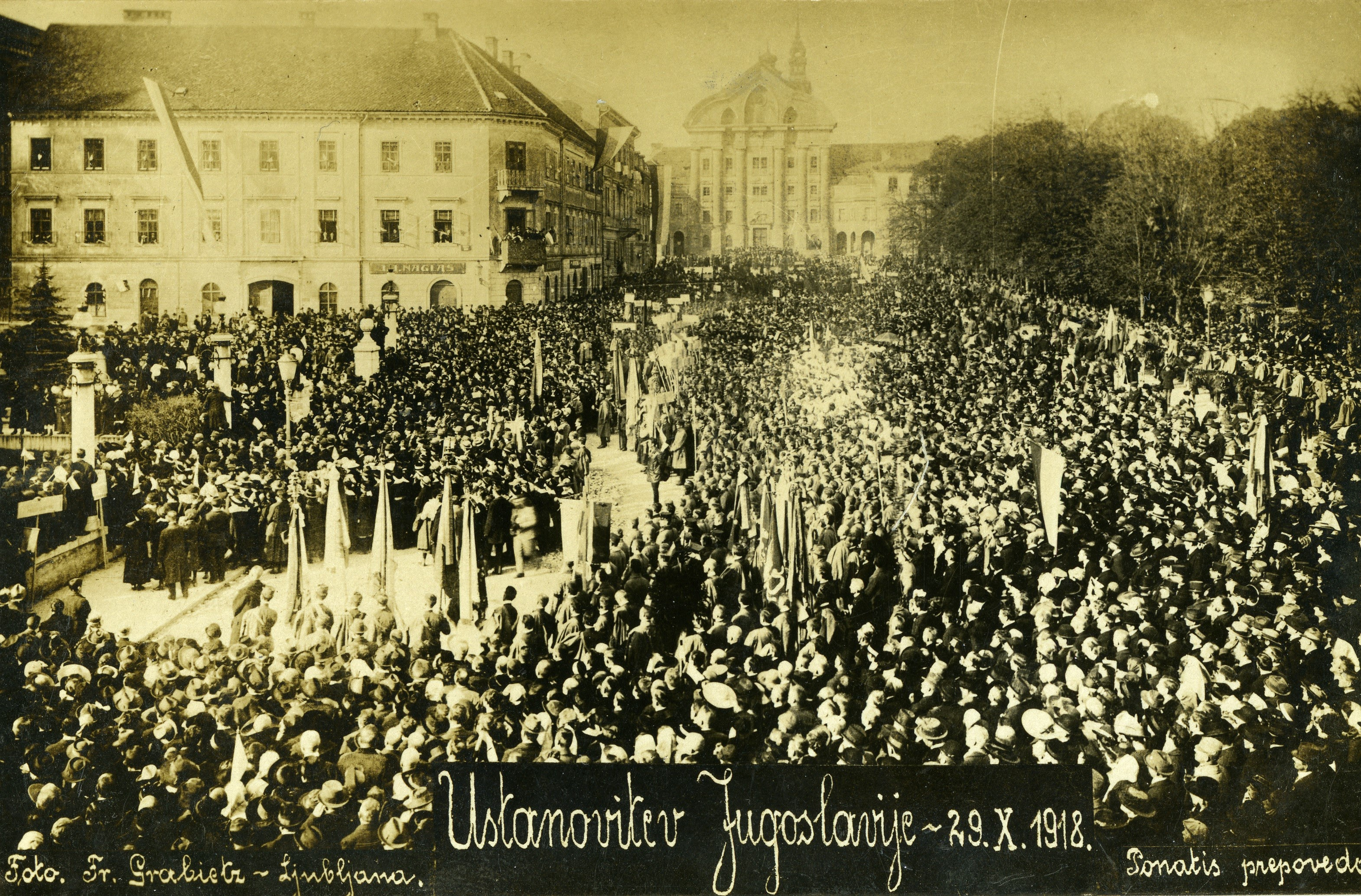
Проголошення держави словенців, хорватів та сербів на конгрес-сквері в Любляні 20 жовтня 1918 р.

У 1918 році розвалилась Австро-Угорщина, внаслідок чого Італія окупувала області Приморську і Істру, а також частину Далмації. Частина словенських земель, що залишилась, увійшла до Королівства сербів, хорватів в словенців, яке в 1929 році було перейменовано в Королівство Югославія.
У 1941 році після окупації Югославії державами Осі Італія анексувала територію до Любляни — Провінція Любляна, а Німеччина — решту території з містом Марибор.
Після Другої світової війни Словенія увійшла до складу соціалістичної Югославії, що було проголошено 29 листопада 1945 року. Від Італії до Словенії було приєднано території Обална-Крашка і Горишка.

Розташування Словенії в Соціалістичній Федеративній Республіці Югославії

Згідно з референдумом, Словенія проголосила незалежність від СФРЮ 25 червня 1991 р.

### Незалежність
Війна в Словенії (один з військових конфліктів війни, що почалася при розпаді Югославії) тривала десять днів. У ході 72 бойових контактів втрати Югославської армії склали 45 убитими, 146 пораненими, при цьому 4693 військовослужбовці і 252 співробітники федеральних служб були взяті в полон. Втрати словенських сил самооборони — 19 убитих (9 комбатантів, інші — цивільні особи) та 182 поранених. Також загинули 12 громадян іноземних держав, в основному водії на службі міжнародних транспортних компаній. Був виведений з ладу 31 танк (включаючи спалені і пошкоджені), 22 транспортні бронемашини, 172 транспортних засоби і 6 літальних апаратів.
У грудні 1991 року прийнята нова конституція, пізніше в 1992 році відповідно до законодавства розпочався процес роздержавлення і приватизації. Члени Європейського Союзу визнали Словенію як незалежну державу 15 січня 1992 року, і Організація Об'єднаних Націй прийняла її у свій склад 22 травня 1992 року.

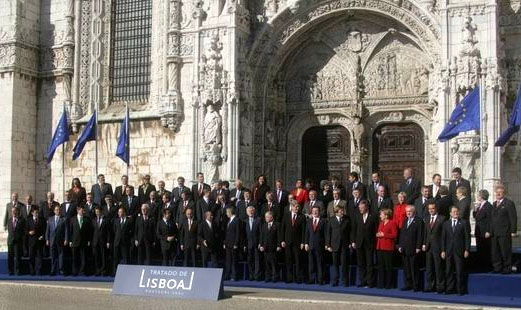
Словенія отримала членство в ЄС у 2004 році

Словенія приєдналася до Європейського Союзу 1 травня 2004 р. Словенія має одного комісара в Європейській Комісії, і сім словенських парламентаріїв були обрані до Європейського Парламенту на виборах 13 червня 2004 р. У 2004 р. Словенія також вступила в НАТО. Словенії згодом вдалося відповідати Маастрихтським критеріям, і тому країна приєдналася до єврозони (перша перехідна країна, що зробила так). Станом на 1 січня 2007 р. вона була першою постсоціалістичною країною, що головувала в Раді Європейського Союзу протягом перших шести місяців 2008 р. 21 липня 2010 р. вона стала членом ОЕСР.
Пізніше було висловлено розчарування вітчизняними соціально-економічними елітами на муніципальному та національному рівнях під час словенських протестів 2012—2013 рр., яким передували невеликі протести 15 жовтня 2011 року. У зв'язку з відповіддю провідних політиків до заяв, зроблених Офіційною комісією з попередження корупції Республіки Словенія, юридичні експерти заявили про необхідність змін у системі, щоб обмежити політичне свавілля.

## Адміністративний поділ

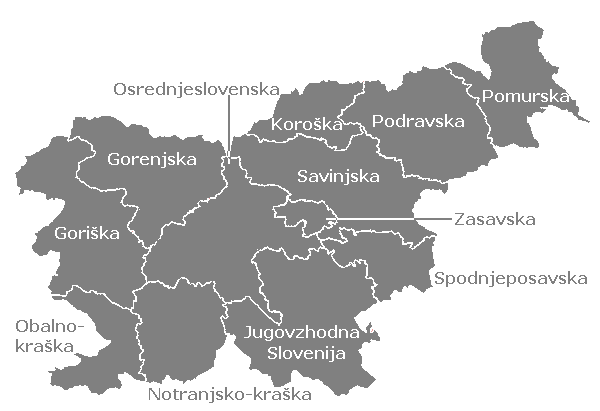
Статистичні області Словенії

Словенія адміністративно розділена на 212 общин (словен. Občine). Общини є однією з форм місцевого самоврядування, які визначаються статтями з 138 до 144 Конституції Республіки Словенія.
З метою підтримки національної статистики Статистичним Бюро Республіки Словенія вся Словенія розділена на 12 статистичних регіонів:
1. Горенський
2. Горишка
3. Засавський
4. Корошка
5. Споднєпосавський
6. Нотрансько-крашка
7. Обално-крашка
8. Південно-Східна Словенія
9. Подравський
10. Помурський
11. Савинський
12. Осреднєсловенський

Також Словенія поділяється на 10 виборчих одиниць.

### Традиційні регіони
Традиційні регіони базувалися на колишніх коронних землях Габсбургів, які включали Крайну, Каринтію, Штирію і Австрійське Примор'я. Сильніше, ніж з Крайною в цілому, або зі Словенією як державою, словенці історично схильні ототожнювати себе з традиційними регіонами Словенське Примор'я, Прекмур'я і навіть традиційними підрегіонами Верхньої, Нижньої і меншою мірою Внутрішньої Крайни.
Столиця Любляна була історично адміністративним центром Крайни і належала Внутрішній Крайні, за винятком району Шентвида, який знаходився у Верхній Крайні, а також там, де був кордон між територією, приєднаною Німеччиною, та італійською провінцією Любляна під час Другої світової війни.

## Населення
Річний приріст (2012) + 0,16 %. Народжуваність — 10,66 %. Смертність — 9,35 %. Сальдо міграції (+0,31, 2012 р.). Сумарний коефіцієнт народжуваності — 1,592 народжень на жінку (2012). Загальна тривалість життя: чоловіків — 76,96 року; жінок — 82,89 року (2012).

### Етнічний склад
Етнічний склад: із загальної чисельності населення по перепису 2002 року:
- Словенці: 1 631 363 (83,1 %)
- Серби: 38 964 (2,0 %)
- Хорвати: 35 642 (1,8 %)
- Босняки: 21 542 (1,1 %)
- Угорці: 6 243 (0,3 %)
- Албанці: 6 186 (0,3 %)
- Македонці: 3 972 (0,2 %)
- Чорногорці: 2 667 (0,1 %)
- Італійці: 2 258 (0,1 %)
- Незазначені й невідомі: 174 913 (8,9 %)

Станом на 1 січня 2013 року в Словенії зареєстровано 2 058 821 житель. Словенія посідає 145-те місце у світі за чисельністю населення. Середній вік населення 41,7 року (чоловіків — 40, жінок — 43).
Середня густота населення становить 101,66 осіб на км. Приблизно половина жителів проживає в містах, решта — у сільській місцевості.

### Офіційна мова
Офіційна мова словенська. Італійська має статус офіційної мови в деяких населених пунктах муніципалітетів Ізола, Копер і Піран; угорська — в п'яти громадах. Також офіційний, хоча й більш низький статус, має циганська мова.
Словенська мова є південнослов'янською мовою з писемністю на основі латинського алфавіту. Словенська мова має спільне коріння з хорватською і сербською мовами, але істотно від них відрізняється. Водночас вона має деякі риси, близькі до західнослов'янських мов. Словенська — одна з небагатьох слов'янських мов, що зберегла двоїсте число і супін. Наразі збереглося 49 діалектів словенської мови.

### Релігія
Згідно з переписом 2002 р., католики становлять 57,8 % населення, мусульмани — 2,4 %, православні — 2,3 %, протестанти — 0,8 % (Союз баптистських церков Словенії, Союз п'ятдесятницьких церков Словенії, адвентисти).
У 1992 році відбулося перше опитування Організації громадської думки словенців, згідно з яким 20 % повнолітніх словенців заявили, що вірили в «свого Бога» (39 % стверджували, що вірили в Бога як «життєву силу»). У 1997 році беззастережно віруючими вважалися 24 % опитаних (29 % дорослих громадян вірили в життя після смерті; 37,5 % визнавали існування Раю, а 24 % — існування пекла). Близько половини респондентів (57 %) сповідують якусь релігію і по цей день.

## Політична структура

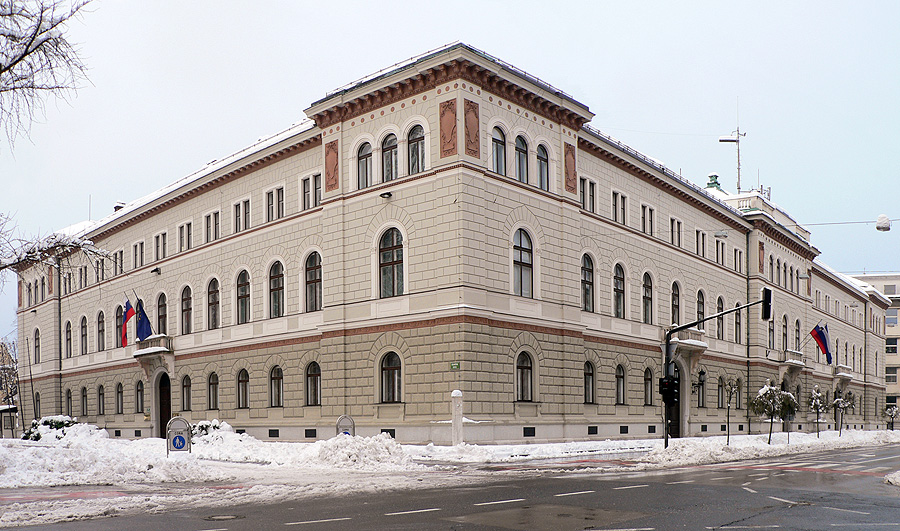
Урядовий корпус та офіс Президента в Любляні

Глава Словенії — президент, що обирається кожні 5 років. Виконавчу владу має президент і кабінет міністрів. Останній призначається парламентом.
Парламент складається з двох палат: Національної асамблеї (državni zbor) і Державної ради (državni svet). 90 депутатів: з них 88 — за пропорційною системою, а 2 місця — за мажоритарною системою для Словенсько-італійської та угорської громад. Державна Рада виконує функції верхньої палати. 40 депутатів, які обираються на п'ятирічний термін, представляють важливі економічні, структурні і національні групи суспільства. Парламент обирається кожні 5 років. Основними партіями парламенту є Словенська демократична партія і Ліберальна демократія Словенії.
Орган конституційного нагляду — Конституційний суд (Ustavno sodišče), вища судова інстанція — Верховний суд (Vrhovno sodišče), суди апеляційної інстанції — вищі суди (Višje sodišče), суди першої інстанції — земельні суди (Okrajno sodišče) і окружні суди (Okrožno sodišče), вищий орган прокурорського нагляду — верховна державна прокуратура (Vrhovno državno tožilstvo), вищий контрольний орган — фінансовий суд (Računsko sodišče).

### Політичні партії
Політичні партії Словенії:
- Ліберальна демократія Словенії
- Нова Словенія — Християнська народна партія
- Словенська демократична партія
- Словенська національна партія
- Соціал-демократи Словенії
- Демократична партія пенсіонерів
- Об'єднані ліві (Словенія)
- Молодіжна партія Словенії

### Конституція
Конституція була прийнята рівно через рік після проведення референдуму про незалежність Словенії від Югославії. За основу взято конституції Німеччини і Австрії, а також Баварії. Поправки до Конституції вносяться в формі конституційного закону, прийнятого 2/3 голосів Парламенту, крім того, пропозицію про внесення змін до Конституції може бути винесено на референдум.
Встановлено, що загальновизнані принципи міжнародного права і міжнародні договори мають пряму дію на території Словенії (в зв'язку з вступом Словенії до Європейського союзу). Містить перелік основних прав (рівність перед законом, недоторканність людського життя, заборона катувань, захист особистої свободи, правила утримання під вартою, право на судовий захист, право на оскарження, презумпція невинуватості, забезпечення судового процесу, право на приватну власність і місцеве самоврядування). Значну увагу приділено захисту людської гідності.
Зареєстровані партнерства для одностатевих пар стали юридичними з 23 липня 2006 року. 3 березня 2015 року парламент Словенії прийняв закон про легалізацію одностатевих шлюбів, на користь законопроєкту проголосували 51 депутатів, а 28 були проти. Словенія є першою країною в Центральній Європі, першою країною в посткомуністичній Європі і першою слов'янською країною, яка легалізувала одностатеві шлюби.

## Збройні сили Словенії
Чисельність особового складу сухопутних військ — 9550 осіб.

## Віза
Шенгенська віза в Словенію — віза типу C, на підставі якої іноземець має право перебувати на території будь-якої країни Шенгенської зони не більше 3 місяців (90 календарних днів).

## Культура

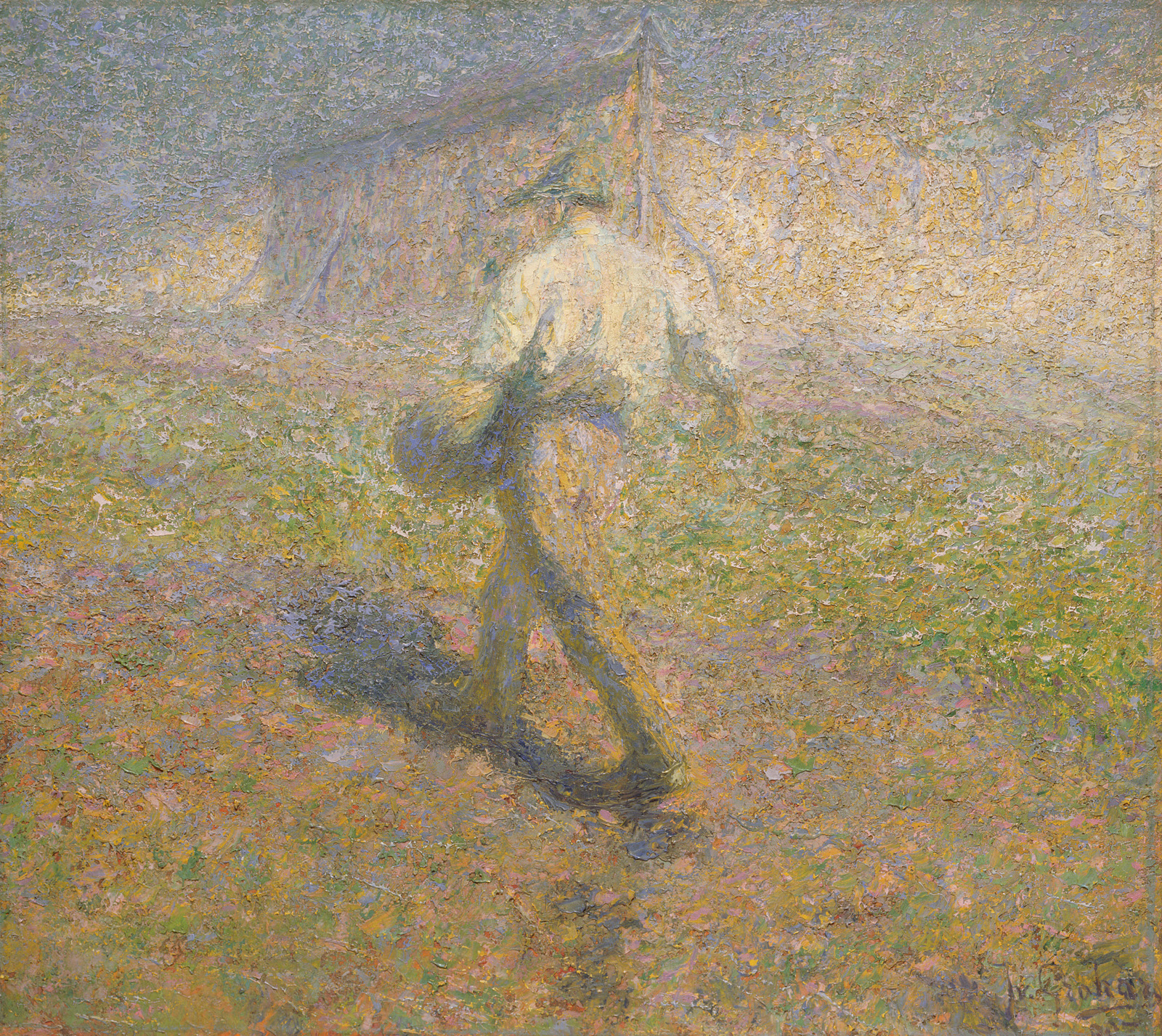
Картина Івана Грохара «Сівач» відтворена на словенській монеті в 5 євроцентів (2007)

Найбільш знаменитим письменником Словенії є Франце Прешерн (1800—1849), чиї ліричні поеми встановили нові стандарти для словенської літератури і допомогли пробудити національну самосвідомість. З часів Другої світової війни багаті словенські фольклорні традиції були втрачені, але існують спроби відродити національну культуру, наприклад, тріо «Трутамора Словеніка» виконує словенську народну музику, на початку 90-х рр. міжнародний конкурс баяністів виграла Алессандра Міначча, яка виконала словенські наспіви. У 1970-х рр. в країну прийшов музичний стиль, який до початку 1980-х рр. охопив всю Словенію (яскравий приклад — група Laibach з Любляни, Laibach — німецький варіант назви словенської столиці).
Постмодернізм в живописі та скульптурі висувався з 1980-х рр. групою «Neue Slowenische Kunst» і п'ятьма невідомими художниками, що працюють під псевдонімом «IRWIN». Багато споруд та площ в Словенії були створені архітектором Йоже Плечником (1872—1957).

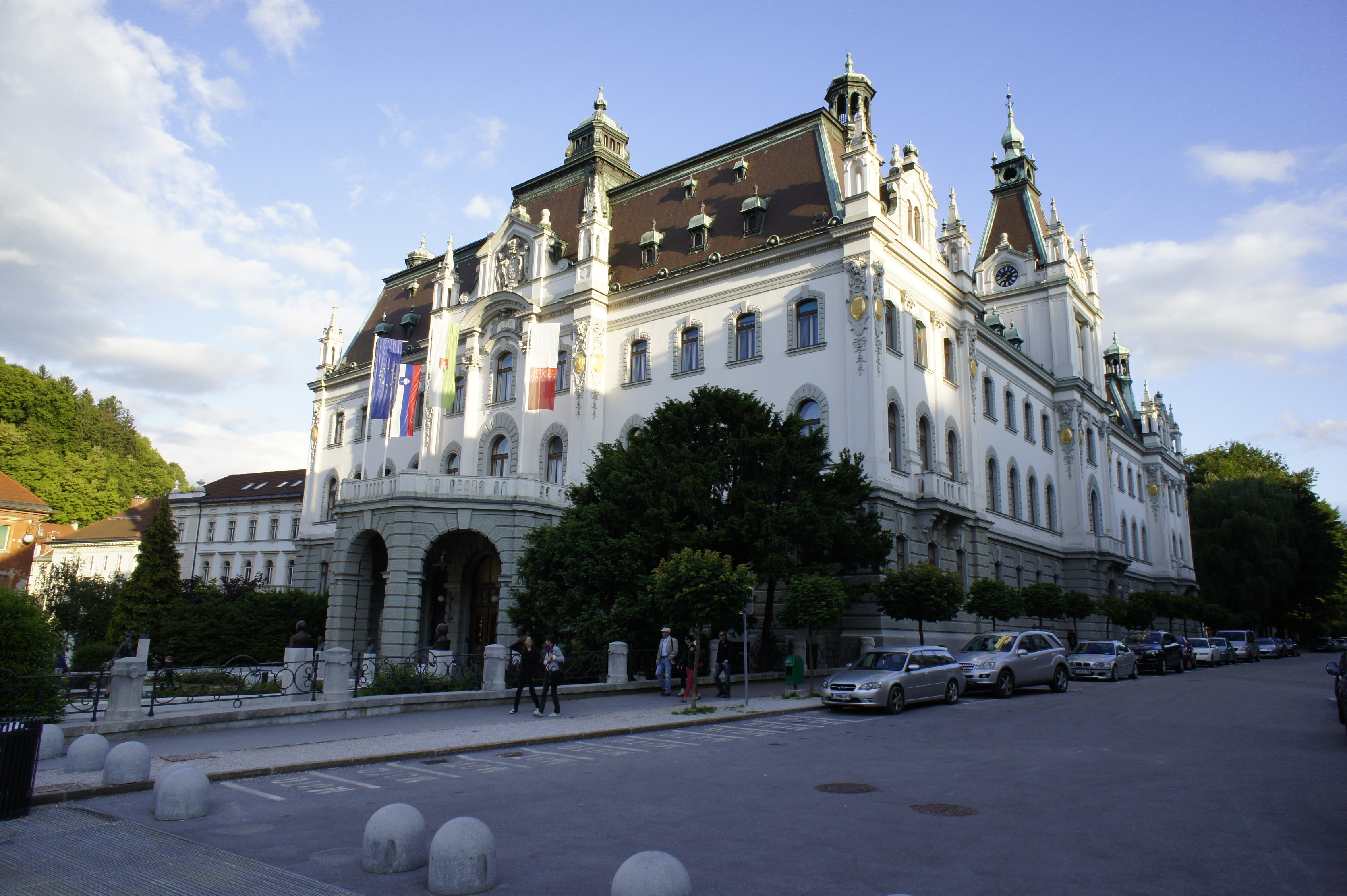
Люблянський університет. Ректорат університету знаходиться в історичному будинку (1902) в центрі Любляни

У 1919 році був відкритий перший університет — Люблянський. Після були засновані університети в Мариборі (1975), Копері (2001) і Нові Гориці (2006).

### Кухня

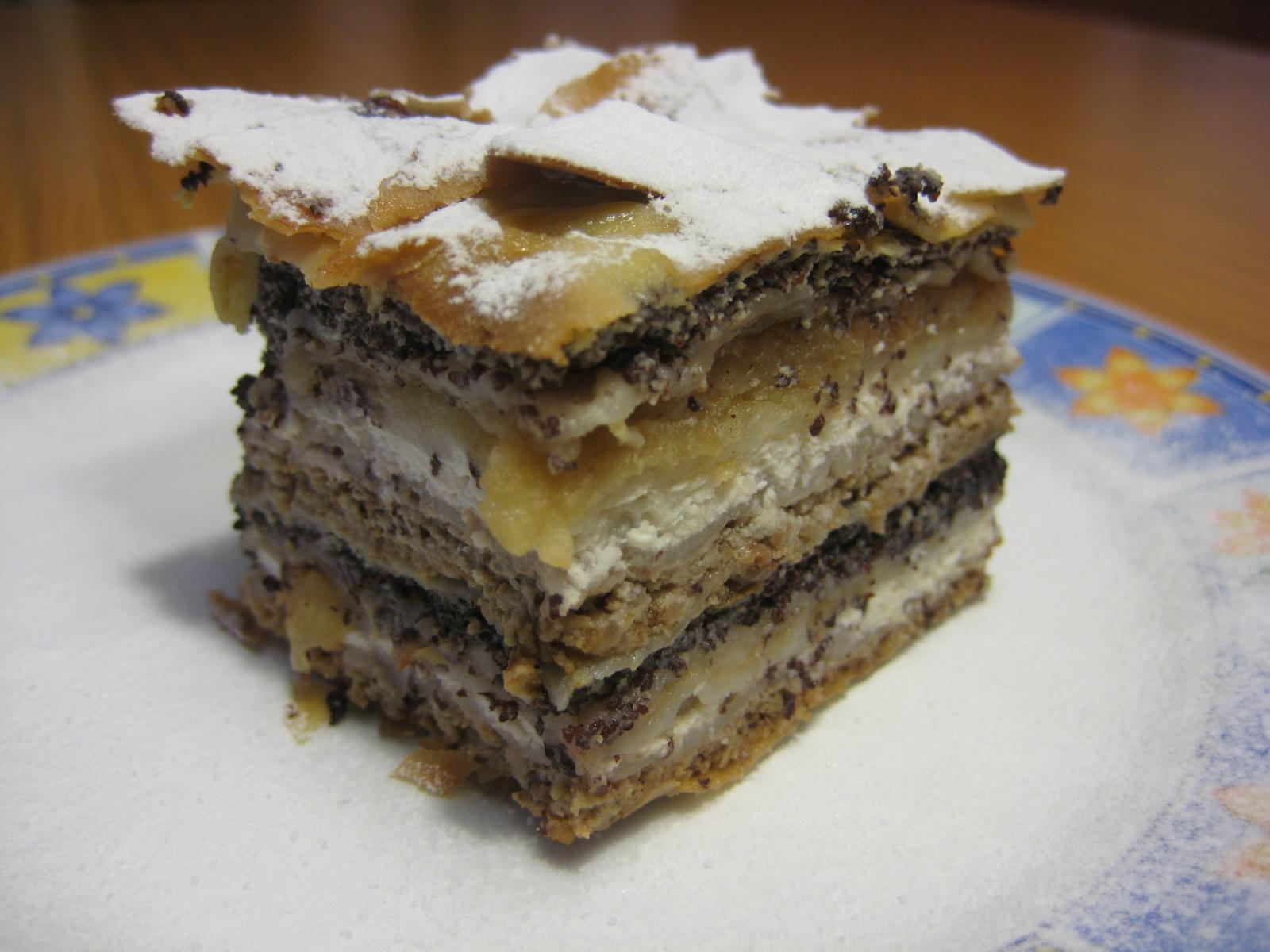
Prekmurska gibanica

За даними, опублікованими MSN, кращою стравою словенської кухні є Краньська ковбаса. На офіційному рівні вона визнана «шедевром національного значення». Традиційне вживання риби. Багато страв запозичено в сусідніх країн: у Австрії — завітек (штрудель) і дунайський зрезек (віденський шніцель). Ньокі (картопляні галушки), ріжота і схожий на равіолі жіркроф — місцеві італійські страви. З угорської кухні були запозичені голаш і паприкаш (тушковане курча або яловичина). Поширені також шаруватий пиріг з м'ясом або сиром «бурек» (слово турецького походження), яблучний пиріг. Тут існує багато видів клецек, з яких штрукли (сирні галушки) — найпопулярніші. Традиційні страви краще пробувати в гостільнах — місцевих ресторанах. Приклад — «Говея юха» (goveja juha, суп з наваристого яловичого бульйону з довгою вермішеллю (rezanci — резанца), іноді з додаванням сиру пармезану, а також «Гобова юха» (gobova juha, суп з білими грибами). У Словенії виробляється біле і червоне вино, а також міцні напої, такі як «шнопс» (šnops), бренді, звані «жганье» (žganje), і популярні в Словенії марки пива — «Laško» (Лашко), «Union».

### Свята
Закон про державні свята і святкові дні в Республіці Словенії передбачає наступні свята та святкові дні:
- 1 і 2 січня — Новий рік
- 8 лютого — День Прешерна, культурне свято Словенії
- перехідні дати — неділя і понеділок Великодня
- 27 квітня — День повстання проти окупації
- 1 і 2 травня — День праці
- 25 червня — День державності
- 15 серпня — Успіння Богородиці
- 31 жовтня — День Реформації
- 1 листопада — День поминання покійних
- 25 грудня — Різдво
- 26 грудня — День незалежності